# متكاورة إصبعية
متكاورة إصبعية (الاسم العلمي:Sphaerophorus digitatus) هي نوع من الفطريات تتبع جنس المتكاورة من فصيلة المتكاورات.